# Biler 2
Biler 2 er en Disney-Pixar-film, som fik premiere 4. august 2011 (oprindeligt 2012). Filmen efterfulgtes i 2017 af Biler 3.

## Plot
Ræserbilen Lynet McQueen skal køre mod ræserbiler fra hele verden i et stort ræserevent. Han tager blandt andre sin bedste ven den rustne kranbil Bumle med. Ved et uheld bliver Bumle forvekslet med en hemmelig agent og skal nu være med til at rede verden.

## Medvirkende
| Rolle               | Engelsk             | Dansk                 |
| ------------------- | ------------------- | --------------------- |
| Bumle               | Larry the Cable Guy | Lars Hjortshøj        |
| Lynet McQueen       | Owen Wilson         | David Owe             |
| Finn McMissile      | Michael Caine       | Henrik Prip           |
| Holley Shiftwell    | Emily Mortimer      | Stine Stengade        |
| Francesco Bernoulli | John Turturro       | Giacomo Campeotto     |
| Sir Miles Axelrod   | Eddie Izzard        | David Dencik          |
| Sally               | Bonnie Hunt         | Annette Heick         |
| Professor Zündapp   | Thomas Kretschmann  | Claes Bang            |
| Grem                | Joe Mantegna        | Jacob Lohmann         |
| Acer                | Peter Jacobson      | Sigurd Holmen Le Dous |
| Søren Kobling       | Brent Musburger     | Søren Clauding        |
| Jeff Corvette       | Jeff Gordon         | Laus Høybye           |
| Lewis Hamilton      | Lewis Hamilton      | Nicolas Kiesa         |
| Ræson Rat           | Darrell Waltrip     | Jason Watt            |
| Jens Vinterdæk      | David Hobbs         | Jens Winther Junior   |
| Luigi               | Tony Shalhoub       | Dario Campeotto       |
| Onkel Topolino      | Franco Nero         | Alfredo Tesio         |
| Rod Topper Redline  | Bruce Campbell      | Michael Hasselflug    |
| Mel Dorado          | Patrick Walker      | Michael Meyerheim     |
| Tomber              | Michel Michelis     | Stig Hoffmeyer        |
| Otto                | Jeff Garlin         | Allan Olsen           |
| Leland Turbo        | Jason Isaacs        | Thure Lindhardt       |
| Siddeley            | Jason Isaacs        | Mathias Klenske       |
| J. Curby Gremlin    | John Mainier        | Tom Jensen            |
| Crabby              | Stig Hansen         | Nicolaj Kopernikus    |
| Tony Trihull        | Lloyd Sherr         | Tom Jensen            |
| Victor Hugo         | Stanley Townsend    | Henrik Koefoed        |
| Alexander Hugo      | Velibor Topic       | Benjamin Kitter       |
| Tubbs Pacer         | Brad Lewis          | Thomas Mørk           |
| Vladimir Trunkov    | Stanley Townsend    | Søren Ulrichs         |
| Dronning            | Vanessa Redgrave    | Ghita Nørby           |
| Computer            | Teresa Gallagher    | Jette Sievertsen      |
| Sheriffen           | Michael Wallis      | Ulf Pilgaard          |
| Ramone              | Cheech Marin        | Tommy Kenter          |
| Flora               | Jenifer Lewis       | Ditte Gråbøl          |
| Frede               | Lloyd Sherr         | Eddie Skoller         |
| Sjanten             | Paul Dooley         | Henning Palner        |
| Guido               | Guido Quaroni       |                       |
| Vagn                | Richard Kind        | Paul Hüttel           |
| Mini                | Edie McClurg        | Birthe Neumann        |
| Lizzie              | Katherine Helmond   | Lily Weiding          |
| Mack                | John Ratzenberger   | Lasse Lunderskov      |

## Marketing
Den første trailer til filmen bliver vist på Toy Story 3 til DVD og Blu-ray (som kom 2. november 2010).

## Produktion
Tekst mangler, hjælp os med at skrive teksten

## Modtagelse
Tekst mangler, hjælp os med at skrive teksten